# Гонднан Монби
Гонднан Монби (фр. Gondenans-Montby) насеље је и општина у источној Француској у региону Франш-Конте, у департману Ду која припада префектури Безансон.
По подацима из 2011. године у општини је живело 171 становника, а густина насељености је износила 14,52 становника/km². Општина се простире на површини од 11,78 km². Налази се на средњој надморској висини од 350 метара (максималној 494 m, а минималној 318 m).

## Демографија
| 1962. | 1968. | 1975. | 1982. | 1990. | 1999. | 2011. |
| ----- | ----- | ----- | ----- | ----- | ----- | ----- |
| 154   | 177   | 169   | 198   | 195   | 175   | 171   |

График промене броја становника у току последњих година